# Małgorzata Sikora
Małgorzata Sikora est une ancienne joueuse polonaise de volley-ball, née le 11 janvier 1985 à Cracovie. Elle mesure 1,89 m et jouait au poste de réceptionneuse-attaquante. 

## Clubs
| Club                      | De        | À         |
| ------------------------- | --------- | --------- |
| BKS Wanda Cracovie        |           | 1999-2000 |
| Wisła II Cracovie         | 2000-2001 | 2003-2004 |
| Wisła Cracovie            | 2004-2005 | 2007-2008 |
| Prokonstal Piast Szczecin | 2008-2009 | 2008-2009 |
| LTS Legionovia Legionowo  | 2009-2010 | 2009-2010 |
| AZS Białystok             | 2010-2010 | 2010-2010 |
| Sparta Varsovie           | 2010-2011 | 2010-2011 |
| PLKS Pszczyna             | 2011-2012 | 2011-2012 |
| KS Murowana Goślina       | 2012-2013 | 2012-2013 |
| VK Spišská Nová Ves       | 2013-2014 | 2013-2014 |
| KŚ AZS Gliwice            | 2014-2015 | 2015-2016 |